# Acanthopagrus chinshira
Acanthopagrus chinshira är en fiskart som beskrevs av Kume och Yoshino 2008. Acanthopagrus chinshira ingår i släktet Acanthopagrus och familjen havsrudefiskar. Inga underarter finns listade i Catalogue of Life.